# Oktiabrskoje (Chanty-Mansyjski OA)
Oktiabrskoje (ros. Октябрьское) osiedle typu miejskiego w azjatyckiej części Rosji, we wchodzącym w skład tego państwa Chanty-Mansyjskim Okręgu Autonomicznym - Jugrze, położonym na zachodniej Syberii. Osada leży w Rejonie Oktiabrskim i jest jego ośrodkiem administracyjnym.
Miasto liczy 3.822 mieszkańców (stan na 1 stycznia 2005 r.) głównie Rosjan i innych europejskich osadników. Niewielki udział w populacji miasta mają też rdzenni mieszkańcy Okręgu - Chantowie i Mansowie.